# The Amboy Dukes (album)
| Recensione | Giudizio |
| ---------- | -------- |
| AllMusic   | [ 1 ]    |

The Amboy Dukes è il primo album del gruppo musicale The Amboy Dukes, pubblicato dalla Mainstream Records nel novembre del 1967.

## Tracce
Lato A
1. Baby Please Don't Go – 5:35 (Joe Williams)
2. I Feel Free – 3:42 (Jack Bruce, Pete Brown)
3. Young Love – 2:45 (Steve Farmer, Ted Nugent)
4. Psalm of Aftermath – 3:19 (Steve Farmer, Ted Nugent)
5. Colors – 3:20 (Bill White, Rick Lober, Steve Farmer, Ted Nugent)

Lato B
1. Let's Go Get Stoned – 4:24 (Nicholas Ashford, Valerie Simpson, Jo Armstead)
2. Down on the Philips Escalator – 3:00 (Steve Farmer, Ted Nugent)
3. The Lovely Lady – 2:58 (Steve Farmer)
4. Night Time – 3:11 (Steve Farmer, Ted Nugent)
5. It's Not Time – 2:42 (Peter Townshend)
6. Gimme Love – 2:45 (Steve Farmer, Ted Nugent)

Edizione CD del 1991, pubblicato dalla Repertoire Records
1. Baby Please Don't Go – 5:35 (Joe Williams)
2. I Feel Free – 3:42 (Jack Bruce, Pete Brown)
3. Young Love – 2:45 (Steve Farmer, Ted Nugent)
4. Psalms of Aftermath – 3:19 (Steve Farmer, Ted Nugent)
5. Colors – 3:20 (Bill White, Rick Lober, Steve Farmer, Ted Nugent)
6. Let's Go Get Stoned – 4:24 (Nicholas Ashford, Valerie Simpson, Jo Armstead)
7. Down on the Philips Escalator – 3:00 (Steve Farmer, Ted Nugent)
8. The Lovely Lady – 2:58 (Steve Farmer)
9. Night Time – 3:11 (Steve Farmer, Ted Nugent)
10. It's Not True – 2:42 (Peter Townshend)
11. Gimme Love – 2:45 (Steve Farmer, Ted Nugent)
12. J.B. Special (Alternate Version) – 2:22 (Steve Farmer, Ted Nugent) – Bonus Track

Edizione CD del 1992, pubblicato dalla Mainstream Records
1. Baby Please Don't Go – 5:35 (Joe Williams)
2. I Feel Free – 3:42 (Jack Bruce, Pete Brown)
3. Young Love – 2:45 (Steve Farmer, Ted Nugent)
4. Psalms of Aftermath – 3:19 (Steve Farmer, Ted Nugent)
5. Colors – 3:20 (Bill White, Rick Lober, Steve Farmer, Ted Nugent)
6. Let's Go Get Stoned – 4:24 (Nicholas Ashford, Valerie Simpson, Jo Armstead)
7. Down on the Philips Escalator – 3:00 (Steve Farmer, Ted Nugent)
8. The Lovely Lady – 2:58 (Steve Farmer)
9. Night Time – 3:11 (Steve Farmer, Ted Nugent)
10. It's Not True – 2:42 (Peter Townshend)
11. Gimme Love – 2:43 (Steve Farmer, Ted Nugent)
12. J.B. Special (Alternate Version) – 2:33 (Steve Farmer, Ted Nugent) – Bonus Track
13. Sobbin' in My Mug of Beer – 2:22 (Steve Farmer, Ted Nugent)

## Formazione
- Michael John Drake - voce
- Steve Farmer - chitarra
- Ted Nugent - chitarra, voce
- Rick Lober - pianoforte, organo
- Bill White - basso
- Dave T.T. Palmer - batteria